# Osmothèque
Die Osmothèque (Zusammensetzung aus griech. οσμή osme ‚Geruch‘ und θήκη thékē ‚Aufbewahrungsort‘) ist ein Duftarchiv im französischen Versailles.

## Geschichte

### Konzept und Vorarbeiten
Nachdem der Parfümeur Jean Kerléo 1976 zum Präsidenten der Société Française des Parfumeurs (SFP) berufen worden war, schlug er den Mitgliedern die Umsetzung eines Archivs für Gerüche vor. Neben der Archivierung bekannter Düfte plante Kerléo auch die Rekonstruktion verloren gegangener Duftkompositionen auf Basis alter Formeln und Beschreibungen.
Kerléo verfolgte das Projekt gegen zahlreiche Widerstände in den kommenden beiden Jahrzehnten. Viele Unternehmen und Parfümeure hatten Vorbehalte, ihre geheimen Formeln einem Archiv anzuvertrauen.
In den 1980er Jahren gelang Kerléo die Reproduktion nicht mehr erhältlicher Parfüme des Hauses Jean Patou. 1986 erhielt sein Team vom Nachlassverwalter des ehemaligen Parfümherstellers F. Millot mehrere Formeln, darunter die des nicht mehr verfügbaren Klassikers Crêpe de Chine des Parfümeurs Jean Desprez aus dem Jahr 1925. Kerléo bürgte dafür, dass die Formeln im Archiv sicher bewahrt werden würden.
Die aktive Umsetzung begann erst 1988, nachdem Gérard Delcour, Präsident des Comité Français du Parfum (CFP), und Didier Simond, Präsident der Chambre de commerce et d’industrie de Versailles-Val-d’Oise-Yvelines, ihre Unterstützung signalisiert hatten.

### Eröffnung
Die Osmothèque wurde am 26. April 1990 eröffnet. Gemeinsam mit Parfümeuren wie Jean-François Blayn, Raymond Chaillan, Jean-Claude Ellena, Yuri Gutsatz, Jeannine Mongin, Raymond Pouliquen, Guy Robert, Henri Sebag, Philippe Lepage, André Gerber und Yves Tanguy konnte Kerléo zunächst 400 Parfüm-Formeln, darunter die von 70 nicht mehr erhältlichen Parfüms, zusammenstellen.
2005 war die Sammlung bereits auf 1200 Parfüme, darunter 300 nicht mehr erhältliche, angewachsen. Im Jahr 2013 bewahrte das Archiv bereits über 3.000 Düfte auf, von denen 400 nicht mehr erhältlich waren. Zu den ältesten aufbewahrten Archivalien gehört die Beschreibung eines Parfüms für die parthischen Könige, die von Plinius dem Älteren in seiner Naturalis historia um 77 n. Chr. niedergeschrieben wurde.
In der Sammlung befinden sich außerdem Parfüme aus der Zeit des Römischen Reiches, das Duftwasser der Königin von Ungarn aus dem 14. Jahrhundert und das Parfüm Napoleon Bonapartes im Exil auf St. Helena. Außerdem sind moderne Klassiker von Chanel oder Christian Dior Bestandteil der Sammlung.
Auf der Website des Archivs können alle erfassten Düfte in einer Datenbank gesucht werden. Zur Osmothèque gehören unter anderem auch eine Bibliothek des Parfüms und eine Fachbuchhandlung. Die Osmothèque veröffentlicht Studien und eine Zeitschrift und veranstaltet Konferenzen und Fachtagungen.
Seit 2008 ist die Parfümeurin Patricia de Nicolaï Präsidentin der Osmothèque.

## Aufbewahrung der Düfte
Die Düfte werden in einem Keller, der konstant auf 12 Grad Celsius gekühlt ist, aufbewahrt.  Um die Parfüms vor Lichteinfluss zu schützen, werden sie in getönten Glasflaschen aufbewahrt. Nach jedem Öffnen einer Flasche wird das Parfüm mit dem Edelgas Argon überlagert, das schwerer als Luft ist und sich somit auf die Flüssigkeit legt und deren Oxidation verhindert.